# Ernest Scott
Ernest Scott, né le 28 août 1982, à Marietta, en Géorgie, est un joueur américano-antiguayen de basket-ball. Il évolue au poste d'ailier.

## Palmarès
- All-WBA First Team 2005
- Champion NBDL 2010